# Liste der Auslandsreisen von Bundespräsident Karl Carstens
Der deutsche Bundespräsident Karl Carstens hat während seiner Amtszeit vom 1. Juli 1979 bis zum 30. Juni 1984 folgende offizielle Auslandsreisen durchgeführt.

## 1980
| Monat     | Staaten     |
| --------- | ----------- |
| April/Mai | Irland      |
| Mai       | Jugoslawien |
| Juli      | Portugal    |

## 1981
| Monat             | Staaten                                  |
| ----------------- | ---------------------------------------- |
| Januar            | Österreich                               |
| März              | Indien                                   |
| Juli              | Vereinigtes Königreich                   |
| September/Oktober | Spanien                                  |
| Oktober           | Belgien (EG und NATO), Ägypten, Rumänien |

## 1982

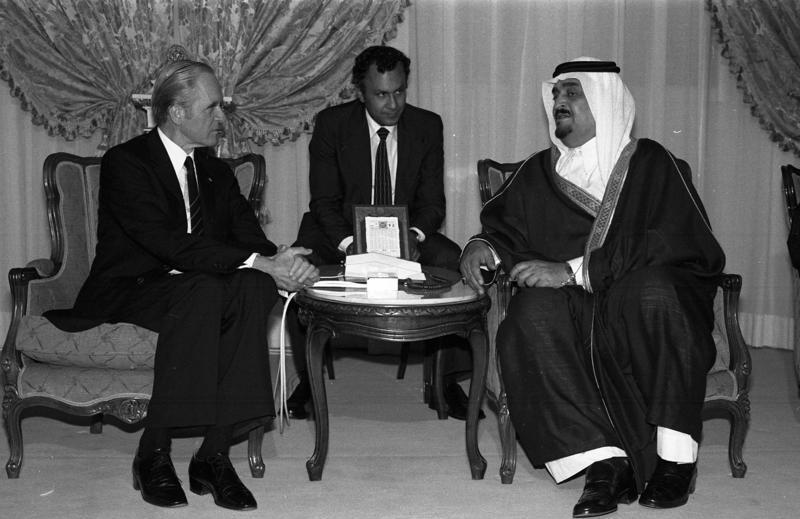
Bundespräsident Karl Carstens mit König Fahd in Saudi-Arabien

| Monat    | Staaten                                    |
| -------- | ------------------------------------------ |
| Februar  | Griechenland                               |
| April    | Brasilien, Jamaika                         |
| Mai      | Dänemark                                   |
| Juni     | Saudi-Arabien                              |
| August   | Schweiz                                    |
| Oktober  | Volksrepublik China, Italien, Vatikanstadt |
| November | Sowjetunion                                |

## 1983

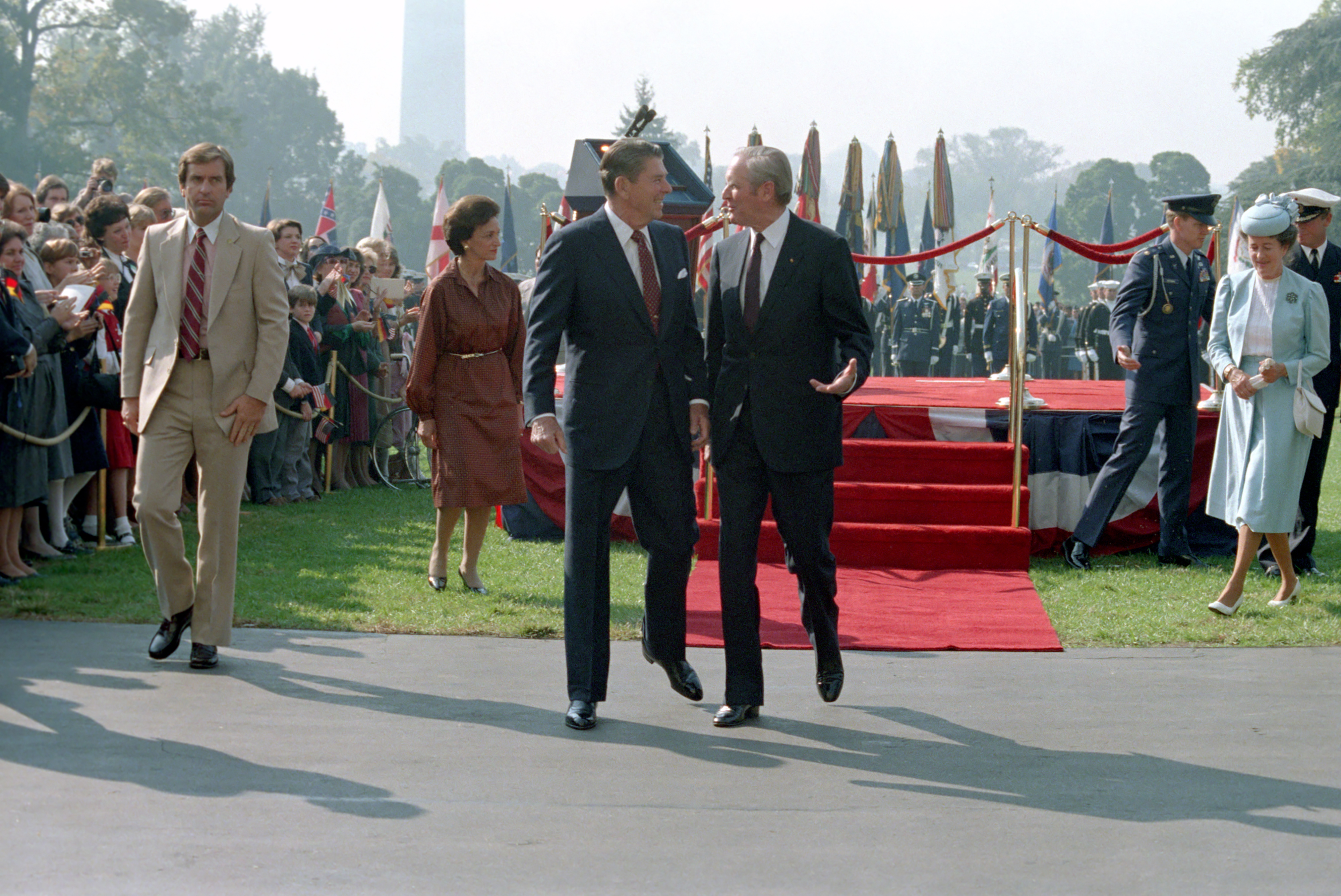
Bundespräsident Karl Carstens wird von US-Präsident Ronald Reagan begrüßt.

| Monat     | Staaten                        |
| --------- | ------------------------------ |
| Januar    | Frankreich (Europarat)         |
| September | Jugoslawien                    |
| Oktober   | Vereinigte Staaten, Frankreich |
| November  | Elfenbeinküste, Niger          |

## 1984
| Monat        | Staaten              |
| ------------ | -------------------- |
| Februar/März | Indonesien, Thailand |